# La Belle Province (restaurant)
Pour les articles homonymes, voir La Belle Province (homonymie).
La Belle Province est une chaîne de restauration rapide québécoise comptant 125 bannières, franchisée et non franchisée. Le premier restaurant de cette chaîne ouvre ses portes en 1967 sur la rue Sainte-Catherine Est, à Montréal, près de la rue Amherst (renommée rue Atateken en 2019). Le propriétaire est Nick Glezos et son premier gérant, Peter Kivetos; tous deux originaires de Grèce.
Au début des années 2000, la chaîne comptait déjà plus d'une centaine d'établissements au Québec.
Les mets les plus populaires qui y sont servis sont :
- la poutine ;
- les hamburgers ;
- les hot-dogs ;
- le sandwich à la viande fumée ;
- des déjeuners.

## Anecdotes
En 2009, trois des restaurants La Belle Province à Montréal sont soupçonnés de fraude; un sur la rue Sherbrooke Est, le deuxième sur rue Bélanger, et le dernier sur la rue Peel.

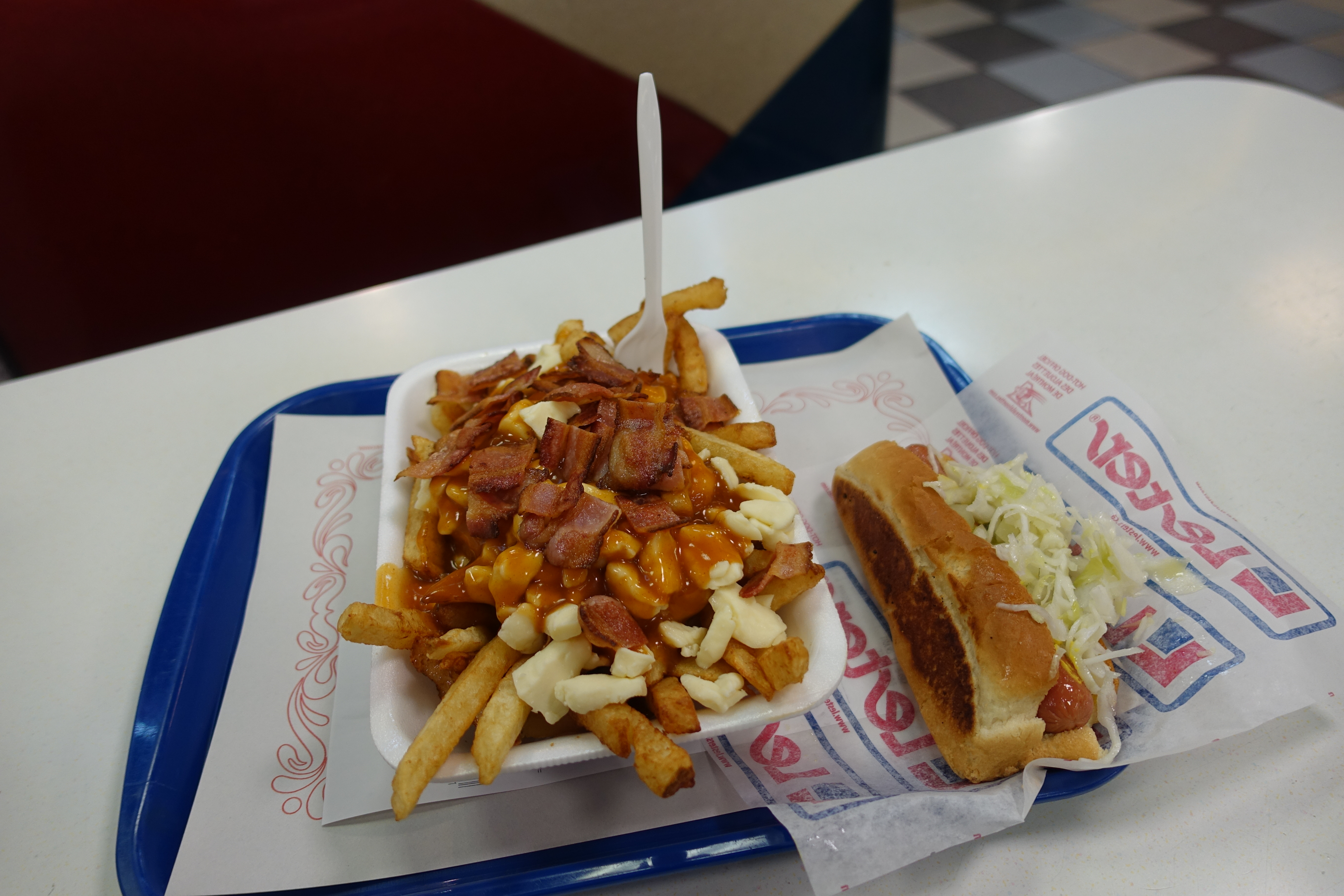
Une poutine et un hot-dog, mets typiques de la chaîne.

Le 15 décembre 2014, le restaurant La Belle Province de la rue Bouvier, à Québec, a récolté cinq amendes d'insalubrité sur une période de deux ans.
En août 2015, le restaurant La Belle Province de Sainte-Catherine situé au coin de la route 132 et de la rue Saint-Pierre déménage au coin de la rue Lanctôt, dans un nouvel édifice.